# Alberto degli Abati
Alberto degli Abati, o Alberto di Trapani (Trapani, 1240 – Messina, 7 agosto 1307) è stato un religioso italiano, appartenente all'ordine dei carmelitani. È venerato come santo dalla Chiesa cattolica, ed è patrono e protettore dell'ordine carmelitano.

## Biografia
Nacque a Trapani nel 1240, dalla famiglia nobile, gli Abate o Abbati. Il padre, Benedetto Abate, era ammiraglio della flotta di Federico II di Svevia, re di Sicilia e imperatore.
A soli otto anni fu inviato, per iniziativa della madre Giovanna Palizzi, nel convento dei carmelitani e quando entrò in convento la campagna circostante il Convento e la Chiesa dell'Annunziata, fu donata dai suoi zii paterni all'Ordine, con atto notarile del 24 agosto 1250.
Nel 1280 fu provinciale del suo ordine a Trapani e, dal 1287, a Messina. Quando fu inviato a Messina, la fama dei suoi prodigi e delle conversioni di ebrei si estese rapidamente.
Alberto nel 1296 fu nominato superiore provinciale del suo ordine per la Sicilia.

## Culto
Nel 1457 papa Callisto III ne permise il culto, confermato nel 1476.
Fu il primo santo del Carmelo ad essere venerato e quindi venne insignito del titolo di patrono e protettore dell'Ordine Carmelitano.

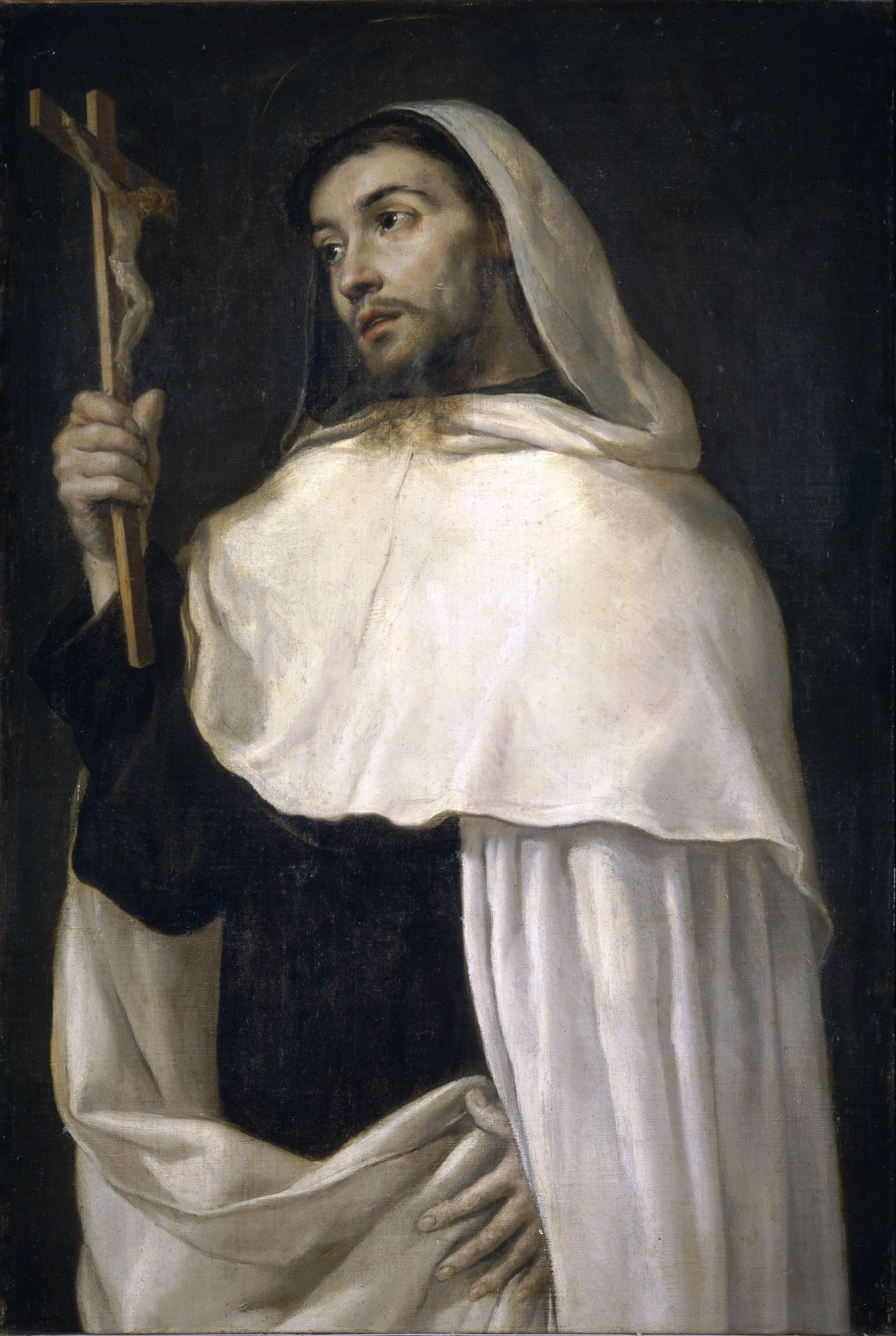
San Alberto de Sicilia, dipinto del 1670 di Antonio de Pereda.

Alberto è patrono di Trapani, di Erice e compatrono di Messina. Le sue reliquie sono sparse in tutta Europa: esse sono necessarie, ancora oggi, alla benedizione dell'acqua e del cotone taumaturgico di Sant'Alberto. Le reliquie principali come il teschio integro del santo sono custodite nella chiesa dei Carmelitani di Trapani, santuario dedicato alla Beata Vergine Maria del Monte Carmelo, in una cappella eretta nel 1586 dove si trova la statua reliquario argentea di sant'Alberto, opera dell'argentiere Vincenzo Bonaiuto.
Al fianco vi è la celletta dove il santo abitava e che custodisce le reliquie del beato Luigi Rabatà.
Fin dal 1624, il 7 agosto si celebra la festa in onore di sant'Alberto. In quell'anno la città di Trapani si liberò dal flagello della peste e i trapanesi vollero onorare il santo patrono.
La chiesa dedicata ad Alberto si trova invece nella via Garibaldi a Trapani. La costruzione iniziò nel 1681 e fu completata nel 1700. Architettonicamente è a pianta centrica, ha all'interno un'articolazione barocca. Restaurata, è chiusa al culto. Custodiva la statua detta "Sant'Alberto della Marinella", poi spostata nella chiesa parrocchiale di recente costruzione (seconda metà del '900) intitolata al Santo, che si trova nell'omonimo quartiere cittadino di Sant'Alberto, già Rione Palme, rinominato così in occasione del 700º anniversario della morte del santo.
A Roma nel 1901 fu costruito dai carmelitani il Collegio Internazionale Sant'Alberto, a lui titolato. La sua statua campeggia tra le 140 (70 per parte) del Colonnato di Gian Lorenzo Bernini di Piazza San Pietro in Vaticano (entrando in Piazza da via della Conciliazione, braccio destro, sesta statua).

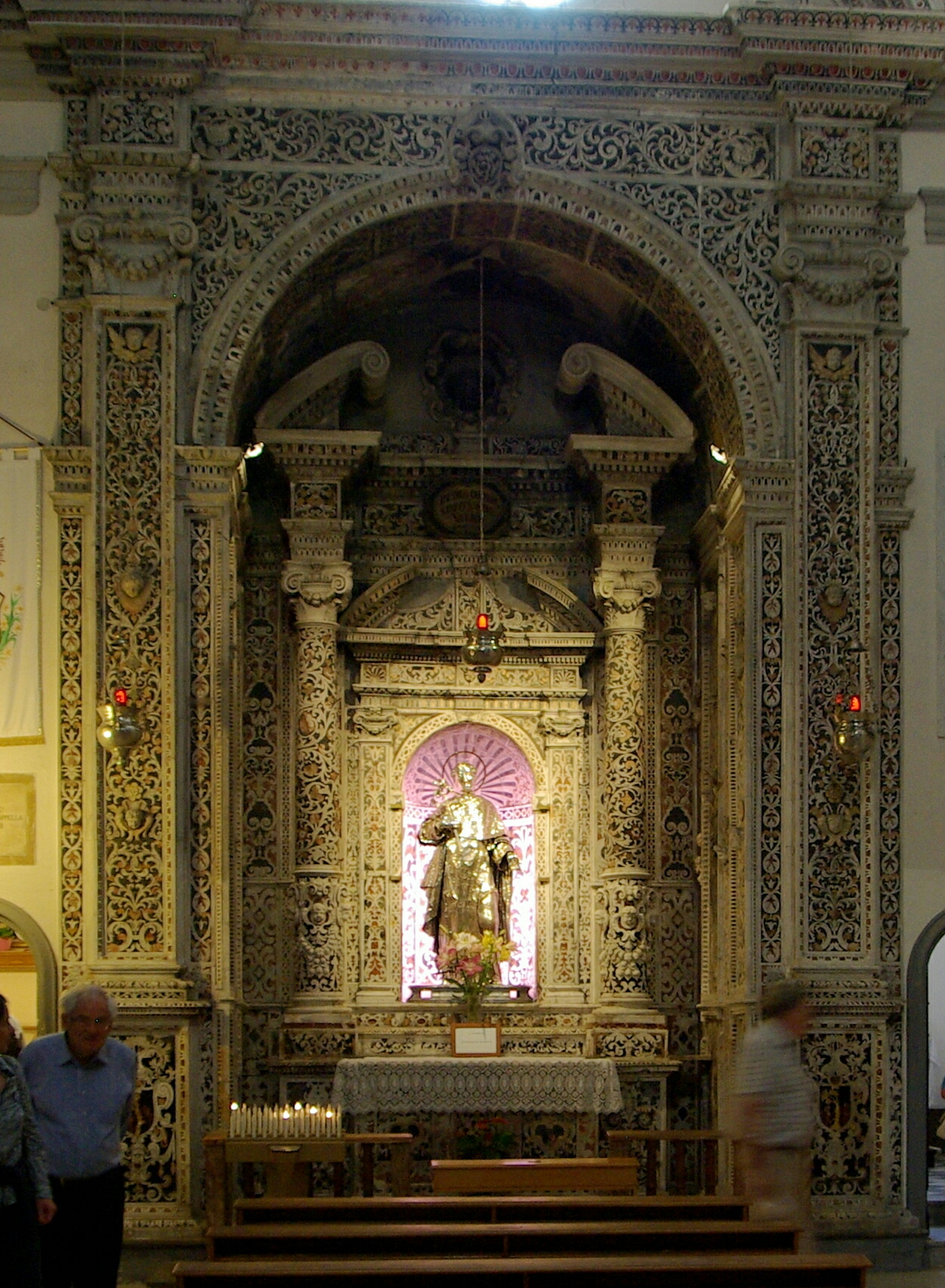
La statua con le reliquie nella basilica santuario di Maria Santissima Annunziata di Trapani.

È titolare del Carmelo Teresiano di Sicilia.
Il 30 gennaio 2006 la Congregazione per il culto divino e la disciplina dei sacramenti ha confermato sant'Alberto degli Abati patrono secondario della diocesi di Trapani.

## Luoghi di culto dedicati a Sant'Alberto
- Chiesa di Sant'Alberto (Trapani)
- Chiesa parrocchiale di Sant'Alberto frazione di San Pietro in Casale (BO)
- Chiesa Anglicana di Sant'Alberto (Randazzo, CT)
- Parrocchia dei Santi Siro ed Alberto, Castelletto di Branduzzo (PV)
- Parrocchia dell'Annunciazione della Beata Vergine Maria di Revere (MN)